# سنديان ذو لونين
سنديان ذو لونين أو سنديان أبيض مستنقعي (الاسم العلمي: Quercus bicolor)، نوع نبات من جنس السنديان وفصيلة الزانية. أعطانه شمال أمريكا.